# Ilhéus-Itabuna (tiểu vùng)
Ilhéus-Itabuna là một tiểu vùng thuộc bang Bahia, Brasil. Tiều vùng này có diện tích 21188 km², dân số năm 2007 là 1095303 người.